# 深沢邦朗
深沢 邦朗（ふかざわ くにろう、1923年5月23日 - 2009年1月8日）は、日本の童画家。埼玉県生まれ。川端画学校洋画科修了。

## 最も知られた少女画について
高級クッキーセット「チボリーナ」のパッケージとなっている丸い顔の少女のイラストが、最も知られた深沢の作品である。「チボリーナ」の7種類のパッケージ画では常に少女の顔の左側が描かれているが、他の絵では正面を向いている事もある。この少女のモチーフは深沢の作品に繰り返し表れている。その中の2作品は、1986年と1987年の共同募金のポスターの原画として描かれたものである。特に、雑誌「一枚の繪」において発表された作品は、殆ど全てがこの少女の絵であった。なお、深沢本人の弁によると、この少女にモデルは居ないとの事である。

## 童画家としての多様な活躍
なお、童画芸術協会のウェブサイトを見ると、深沢の作品は、この少女以外にも色々ある事が判る。また、古くから絵本の挿絵画家として活躍しており童画を中心として多様な絵を描いている。

## 趣味はボクシング
現在愛らしい少女の絵で知られている深沢であるが、意外にも趣味はボクシングでありアトリエの隣の部屋にはサンドバッグがぶら下がっている。

## 経歴
- 第二次世界大戦に従軍し、戦地でも絵を描いたとの事。
- 1960年、小学館絵画賞を受賞する[1]。
- 1975年、自ら設立した現代童画会の初代会長となる[1]。
- 1979年、現代童画会を退会する[1]。
- 1983年、自ら設立した童画芸術協会の会長となる[1]。
- 2009年、肺炎で死去するまで童画芸術協会の会長を務めた。

## 作品
- 『みつばちぶんぶん』（ひかりのくに昭和出版株式会社、1963年）[3]
- 『ふしぎな かね』（中村美佐子文、ひかりのくに昭和出版株式会社、1967年）[4] [5]
- 『おおくまぼし』（レフ・トルストイ原作、宮川やすえ文、チャイルド本社、1981年）[6][7]